# 1,9-Nonandiol
1,9-Nonandiol ist eine chemische Verbindung aus der Gruppe der Alkandiole.

## Gewinnung und Darstellung
1,9-Nonandiol kann durch Isomerisierung von Allylalkohol zum Aldehyd, Hydroformylierung und Reduktion hergestellt werden.
Die Verbindung kann auch durch Reaktion von Ölsäuremethylester mit Triethylsilylhydrotrioxid und Lithiumaluminiumhydrid gewonnen werden.
Ebenfalls möglich ist die Darstellung durch Hydrodimerisierung von 1,3-Butadien mit Wasser oder aus 7-Octenal durch Hydroformylierung zu 1,9-Nonadial und desser Hydrierung zu 1,9-Nonandiol.

## Eigenschaften
1,9-Nonandiol ist ein farbloser Feststoff, der sich wenig in Wasser, aber gut in Ethanol löst.

## Verwendung
1,9-Nonandiol wird zur Herstellung von Polymeren verwendet. Es dient weiterhin als Zwischenprodukt für die Herstellung von Aromachemikalien und in der pharmazeutische Industrie. Es eignet sich auch als Startmaterial für die Herstellung von Azelainsäure. Durch Reaktion von 1,9-Nonandiol mit Thionylchlorid kann 1,9-Dichlornonan gewonnen werden. Durch Bromierung kann 1,9-Dibromnonan gewonnen werden.